# Roger Bisseron

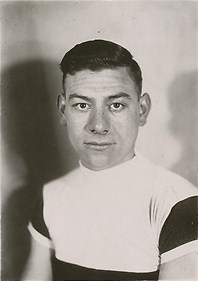
Roger Bisseron (1928)

Roger Bisseron (* 27. August 1905 in Hallignicourt; † 28. Juni 1992 in Évreux) war ein französischer Radrennfahrer und nationaler Meister im Radsport.

## Sportliche Laufbahn
Bisseron konnte einige vordere Plätze bei Eintagesrennen der französischen Amateure erringen und das Rennen Paris–Dreux 1928 für sich entscheiden. 1930 gewann er den nationalen Titel im Straßenrennen der Berufsfahrer vor Charles Pelissier. Er gewann noch einige Straßenrennen in Frankreich wie Paris–Caen 1931 und wurde Gesamtsieger der Rundfahrt Circuit de l’Indre 1935. Von 1928 bis 1936 war er als Berufsfahrer aktiv.
Am Ende der Saison 1936 beendete er seine Laufbahn.  